# NGC 16

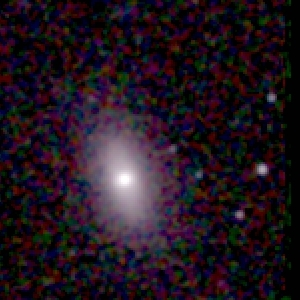
NGC 16 i nära-infraröd

NGC 16 är en relativt ljus lentikulär galax i stjärnbilden Pegasus. Den upptäcktes 8 september 1784 av William Herschel.
I Webb Society Deep-Sky Observer's Handbook, beskrivs det visuella utseendet hos NGC 16 som:
Rund, med ett något ljusare centrum; den yttre nebulositeten har en jämn ytljusstyrka.